# Wie im Leben wie im Traum
Wie im Leben wie im Traum ist ein Stück von Tankred Dorst aus dem Jahr 1989, das 1990 bei Suhrkamp veröffentlicht worden ist. 

## Inhalt
Richard Hecht gibt sich bei der jungen Katharina Schöfle als Philosophiestudent aus und weist einen Zeitungsartikel vor, in dem Katharina gleichsam als Phänomen dargestellt wird. Katharina brachte im Geschäft ihres Arbeitgebers eine Glühbirne – kraft geistiger Potenz allein – zum Zerplatzen und wurde deshalb entlassen. Nun ist sie auf der Suche nach einer neuen Stelle. Katharina habe diese soeben gefunden, behauptet Hecht, nachdem ihm Katharina geflüstert hat, sie habe den eigenen Vater per Telekinese ins Jenseits befördert. Der Vater hatte sie wiederholt ihrer magischen Kräfte wegen geschlagen. Zur Strafe hatte Katharina vom heimischen Wohnzimmer aus den väterlichen Lastwagen mitsamt Vater in eine Schlucht gesteuert.  In Hechts neu gegründetem „Institut“ tritt Katharina als „magische Person“ auf. Das Unternehmen befasst sich in dem Stück mit zwei Kunden. Sowohl Herr Kammholtz als auch  Lena Schrimpf – Bérénice genannt – möchten gerne jeweils mit einem ganz bestimmten geliebten Toten kommunizieren. Beide Kunden zweifeln unverhohlen an den seherischen Fähigkeiten der magischen Person Katharina, die im blauen Kimono geheimnisvoll tut So kann weder Herr Kammholtz seinen toten Sohn Hannes – einen Selbstmörder – kontaktieren, noch begegnet die ehemalige Tänzerin Bérénice in den Séancen in ihrer Wohnung dem verblichenen „Minotaurus“ Jonathan Hope Randall. Dabei hat die Hellseherin Katharina immerhin „Erfolg“ bei dem Selbstmörder. Der tote Hannes Kammholtz erscheint ihr. Als Hannes zu Ende des Stücks einen zweiten Mordversuch startet, wehrt sie sich erfolgreich.
Hecht wird gelegentlich gegenüber seiner Angestellten sexuell übergriffig,  gelegentlich schlägt er sie. In den spiritistischen Sitzungen funken zudem zwei junge Störenfriede dazwischen – Katharinas Freund Jossi und Hechts 15-jähriger Sohn Leo. Tankred Dorst listet  Jossi unter „Personen“ als Student, aber Katharina stellt ihn ihrem neuen Chef als Schauspieler vor. Jossi bestreitet das auf der Stelle, doch dann hat er eine Filmrolle in Aussicht. Das kann der Zuschauer glauben, denn Katharinas Liebhaber spielt im Alltag auf der Straße mitunter den „Stürmerjuden“. Wenn Jossi glaubt, ein Antisemitstehe ihm gegenüber, gibt er nicht eher Ruhe, bis ihm das „Juden raus!“ entgegenschallt. Leos Interesse für Katharina bleibt auch Bérénice nicht verborgen.  Was Bérénice nicht weiß – Leo nennt Jossi vor Katharina mehrfach schwul. Katharina übergeht das als Bemerkung eines dummen Jungen. Als sich Leo für die oberen Oberschenkelgegenden der Mitarbeiterin seines Vaters interessiert, lüftet die entgegenkommende Katharina für den Pubertierenden den Rock ein wenig. Eines haben Jossi und Leo mit den beiden Kunden gemeinsam – die starke Aversion gegen Spiritismus. In dem Zusammenhang wird ein weiterer Handlungsstrang tangiert. Tankred Dorst hat einen kleinen Kriminalfall eingebaut. Von dessen Lösung bleibt er allerdings ziemlich weit entfernt. Bérénice hat Geld und ein chinesisches Schmuckkästchen mit Gold, Rohdiamanten und vier Solitären darin. Das Räuber-Duo Hecht und Katharina können die Schätze nicht an sich bringen. Sie flüchten aus Bérénices Wohnung, in der die Frau versehentlich einen Brand gelegt ht.
Tankred Dorst vollführt einen Zeitsprung vorwärts von vier Wochen. Hecht hat das Projekte Totenbeschwörung aufgegeben und Pornografie als neues Geschäftsfeld entdeckt. Wieder bringt ein Zeitungsausschnitt das Geschehen ins Rollen. Diesmal weist den Fetzen Papier nicht Hecht, sondern dessen Sohn Leo vor. Die „Brillies“ sind fort und die Polizei sucht den Raubmörder Bérénices. Obwohl Hecht dem Anschein nach nicht der Täter ist, hat er als Mann, der schon einmal im Gefängnis saß, Respekt vor der Strafverfolgungsbehörde und macht sich aus dem Staube. 
Tankred Dorst bietet kein Happy End. Katharina kann in ihrem großen Auftritt mit Jossi dem Zuschauer doch noch ihre magische Kraft demonstrieren. Als sie den Geliebten anhimmelt, platzt über dem Paar die Glühbirne in der Lampe. Katharina hat trotz ihrer augenscheinlichen „geistige[n] Kraft“ schlechte Karten. Jossi braucht „das Alleinsein“ und Kathi steht wieder einmal alleine da.

## Rezeption
- Hensel[1] findet für dieses „Satyrspiel mit den Mythen“ die Analogie zu einer Partie aus „Täuschung, Bluff und Geheimnis“, deren Karten aufgeblättert werden. Doch dann breche das Spiel ab. Es dominiere Weltbeschreibung vor -erklärung.

## Ausgaben
- Wie im Leben wie im Traum. Ein Stück. S. 363–431 in Tankred Dorst. Wie im Leben wie im Traum und andere Stücke. Mitarbeit Ursula Ehler. Werkausgabe 5. (Inhalt: Eisenhans. Der verbotene Garten. Ich, Feuerbach. Grindkopf. Korbes. Karlos. Wie im Leben wie im Traum). Nachwort: Georg Hensel. Suhrkamp Verlag, Frankfurt am Main 1990. ISBN 3-518-40217-X